# فرناندو سارني
فرناندو سارني (من مواليد 7 يناير 1956) مدير كرة قدم برازيلي وعضو في مجلس الفيفا.
وهو نجل رئيس البرازيل السابق جوسيه سارني.
في عام 2009 فاز سارني بأمر قضائي بمنع صحيفة أو إستاداو دي ساو باولو من نشر «لائحة اتهامه بتهم الفساد». نشرت الصحيفة مقالاً يربط بين سارني وفضيحة سياسية قوانين سرية بمجلس الشيوخ.
سارني عضو في مجلس الفيفا منذ عام 2015.